# Valdilecha
Valdilecha község Spanyolországban, Madrid tartományban. Valdilecha Perales de Tajuña, Campo Real, Pozuelo del Rey, Villar del Olmo, Orusco de Tajuña, Carabaña és Tielmes községekkel határos. Lakosainak száma 3213 fő (2024).

## Népesség
A település népessége az utóbbi években az alábbiak szerint változott:
| Lakosok száma | 1930 | 2251 | 2506 | 2794 | 2816 | 2852 | 2755 | 2933 | 3104 | 3213 |
|               | 2001 | 2004 | 2007 | 2009 | 2012 | 2014 | 2017 | 2019 | 2022 | 2024 |